# Shogún (banda)
Shogún es una banda chilena de rock alternativo conformada en principio de manera exclusiva por el productor Cristian Heyne. 

## Primeros años
Formada en 1993 como un trío integrado por Heyne (bajo, guitarra y programaciones), Jaime Laso (bajo y Chapman stick) y René Moncayo (voces), la agrupación sufrió diversos cambios de integrantes hasta que, en 1995, realizó su primera aparición discográfica dentro del compilado Encuentros Cercanos, editado por el sello independiente chileno Background.
En 1996, publicó su álbum debut oficial, Disconegro, también por Background, que recibió elogios de la crítica y alcanzó un sorpresivo éxito comercial gracias a la canción «Disco baby». Este éxito llevó a la discográfica multinacional EMI Odeón a comprar el máster del álbum y reeditarlo.

## Discos
Después de la buena recepción de Disconegro, en diciembre de 1998, Shogún lanzó Demonio, un segundo álbum con un enfoque más oscuro e introspectivo. En este trabajo, la búsqueda de Cristian Heyne se vuelve más personal, centrándose en la creación de atmósferas ruidosas, densas y emotivas, siempre combinadas con un sonido casero e íntimo que empezaría a convertirse en un sello distintivo de la banda.
En mayo de 1999, Shogún presentó Demonio en un concierto en el Salón Blanco del Museo de Bellas Artes de Santiago de Chile. En diciembre de ese mismo año, se editó Alma, el tercer disco de la banda: una producción con sonidos y letras menos sombríos que los álbumes anteriores y pensada originalmente como un disco acústico. Este lanzamiento de solo 50 copias en CD-R (hoy difíciles de encontrar) ocurría al mismo tiempo que el inicio de la carrera de Heyne como productor en la escena musical chilena, destacando su trabajo en proyectos exitosos, como los álbumes de la banda de pop adolescente, Supernova, o del grupo Glup!.
Durante este periodo, Shogún también compartió material inédito y descartes de sesiones anteriores. En 2000, se publicó exclusivamente como descarga digital XYX, una colección de 8 tracks instrumentales de ambient. Posteriormente, en 2003, apareció Fuego, el aumento 1994-2001, una compilación en formato CD/ROM que reunía 60 MP3 de canciones inéditas. 
El año 2004 marcó un hito con el lanzamiento de La rata, el cuarto disco de la banda, un álbum doble con un trabajado sonido electrónico y colaboraciones de Koko Stambuk, Cristián Cuturrufo o Daniel Guerrero. El disco marcó, además, el alejamiento definitivo de Heyne de los escenarios, coincidiendo con el inicio de un período dedicado a producir discos para diversos artistas, como Gepe, Javiera Mena o Camila Moreno, lo que llevó a que el trabajo de Shogún se volviera más discreto, aunque siempre activo.
Parte de ese material, generado sin la urgencia de ser publicado, se encuentra en los discos Sesiones nocturnas 2004-2006 (2007), El brujo (2010) y en el compilado Canciones y cosas sin terminar 2005-2015 (2024).
En abril de 2020 publicó dos canciones inéditas Primavera y Pai de limón.
En 2025, Shogún comenzó a publicar nuevo material como adelanto de un disco que será editado hacia fines de año. Hasta ahora ha lanzado las canciones Todos los animales, en enero; Oye, el 11 de abril; y Esa escalera larga de la playa, el 30 de mayo.

## Diseño gráfico y portadas
La portada del álbum debut, Disconegro, con su característico símbolo, fue creada por la realizadora Natalia Belmar en 1996 y utilizada en ambas ediciones: Background (1996) y EMI Odeón (1997). 
Las portadas de los discos Demonio, Fuego el aumento 1994-2001, La Rata, Canciones y cosas sin terminar 2005-2015 fueron creadas por el artista Javier Pañella. 
La portada de Sesiones nocturnas 2004-2006 fue pintada por la artista visual Begoña Ortúzar para la reedición digital de 2019.

## Presentaciones en vivo
- 1993 - 8 de Mayo - Picá de don Chito  - Santiago
- 1995 - 21 de Julio - Disquería Background - Santiago
- 1995 - 21 de Noviembre - Disquería Background - Santiago
- 1996 - 2 de Febrero - Macul 1616 - Santiago
- 1996 - 19 de Abril - Disquería Background  - Santiago
- 1996 - 15 de Junio - Soho Pub - Santiago
- 1996 - 18 de Junio - Canal 13 - Más música - Santiago
- 1996 - 4 de Agosto - Disco Bunker - Fiesta Spandex - Santiago
- 1996 - 12 de Diciembre - Open Pub - Lanzamiento Disconegro - Santiago
- 1997 - 18 de Enero - La Fábrica - Santiago
- 1997 - 15 de Agosto - Laberinto - Cumpleaños Radio Concierto - Santiago
- 1998 - 13 de Enero - Casa Concha y Toro - Santiago
- 1998 - 22 de Diciembre - Barrio Club Hípico - Lanzamiento 13 y Demonio - Santiago
- 1999 - 8 de Mayo - Salón Blanco, Museo de Bellas Artes - Santiago
- 1999 - 26 de Agosto - Sala SCD Bellavista - Santiago
- 2001 - Abril - Sala Master - Perdidos en el espacio - Santiago
- 2003 - 5 de Octubre - Sala Master. Santiago
- 2004 - Noviembre - Casa verde - Valparaíso
- 2005 - 6 de Enero - Sala Master - Perdidos en el espacio - Santiago
- 2006 - 27 de abril - Pullpo, Barrio Italia - Santiago
- 2007 - 7 de Agosto - Bar Conejo - Santiago
- 2015 - 2 de Noviembre - Sala Master - Perdidos en el espacio - Santiago
- 2016 - 25 de Junio - Centro Nave - Santiago

## Integrantes
- Cristián Heyne: guitarras, bajo, teclados, programación, voz (desde 1993)
- José Miguel Miranda: sintetizador y piano (desde 1996)
- Jorge Santis: batería (desde 2004)

## Antiguos miembros
- Jaime Laso: stick, bajo, teclados, guitarra (1993 - 1999)[4]
- René Moncayo: voz y programaciones (1993)
- Cristóbal Carvajal: bajo y contrabajo (1993-1994)
- Roberto Jaras (Denver): guitarra y voz (1995 - 1997)

## Discografía

### Álbumes en estudio
- 1996 - Disconegro
- 1998 - Demonio
- 1999 - Alma
- 2004 - La rata
- 2010 - El brujo
- 2024 - Canciones y cosas sin terminar. 2005-2015

### Compilados y recopilatorios
- 2001 - Xyx
- 2002 - Fuego, el aumento 1994-2001
- 2007 - Sesiones nocturnas 2004-2006
- 2015 - Manjar. Cosas sin terminar 2004-2010
- 2015 - Hielo. Cosas sin terminar 2010-2015
- 2019 - Solnegro, 1996-1997
- 2019 - Tigrestrella, 1993-1996
- 2019 - Relámpagos, 1992

### EP
- 2006 - Veneno
- 2006 - Error1
- 2006 - Mermeladita

### Álbumes en directo
- 2007 - Shogún en vivo

### Colectivos
- 1995 - Encuentros cercanos
- 1998 - 13
- 1998 - Pánico remixes
- 2005 - Departamentos vacíos (banda sonora de Se arrienda)
- 2005 - Panorama neutral